# Attila
Attila – imię męskie pochodzenia tureckiego, szczególnie popularne w Turcji i na Węgrzech, gdzie używa się także formy Etele. Żeński odpowiednik – Etelka.

## Etymologia
Imię wzięło się prawdopodobnie od tureckiego słowa Atyl (starożytna nazwa rzeki Wołga). Alternatywnie przypuszcza się, że pochodzi od gockiego słowa atte, co w wolnym tłumaczeniu oznacza "ojciec".

## Imieniny (na Węgrzech)
- 7 stycznia
- 5 października

## Znane osoby o tym imieniu
- Attyla – władca Hunów
- Attila József – poeta węgierski
- Attila Mizsér – pięcioboista węgierski
- Attila Dorn – wokalista zespołu Powerwolf
- Attila Csihar – wokalista zespołu Mayhem